# ケネディ・エンジーチュクー
ケネディ・エンジーチュクー（Kennedy Nzechukwu、1992年6月13日 - ）は、ナイジェリアの男性総合格闘家。イモ州出身。アメリカ合衆国テキサス州在住。フォルティスMMA所属。UFC世界ヘビー級ランキング15位。

## 来歴
ナイジェリアのイモ州で生まれ、2010年に家族と共にアメリカ合衆国に移住した。2015年、母親が規律を学ばせるためにフォルティスMMAへ入会させたのをきっかけに総合格闘技のトレーニングを始め、2016年にプロ総合格闘技デビュー。
2017年8月22日、Dana White's Contender Series 7でアントン・ベルジンと対戦し、2-1の判定勝ちを収めるもUFCとの契約を逃した。
2018年8月7日、Dana White's Contender Series 16でデニス・ブライアントと対戦し、左ハイキックでダウンを奪いパウンドで1RTKO勝ちを収め、UFCとの契約権を獲得した。

### UFC
2019年3月30日、UFC初参戦となったUFC on ESPN: Barboza vs. Gaethjeでポール・クレイグと対戦し、三角絞めで3R一本負け。
2021年3月6日、UFC 259でカーロス・アルバーグと対戦し、右フックでダウンを奪いパウンドで2RKO勝ち。ファイト・オブ・ザ・ナイトを受賞した。
2021年6月26日、UFC Fight Night: Gane vs. Volkovでダニーロ・マルケスと対戦し、スタンドパンチ連打で3RTKO勝ち。パフォーマンス・オブ・ザ・ナイトを受賞した。
2022年11月19日、UFC Fight Night: Nzechukwu vs. Cuțelabaでイオン・クテラバと対戦。左膝蹴りでぐらつかせ、追撃のスタンドパンチ連打でダウンを奪いパウンドで2RTKO勝ち。パフォーマンス・オブ・ザ・ナイトを受賞した 。同大会のメインイベントはデリック・ルイスとセルゲイ・スピバックのヘビー級マッチが予定されていたが、ルイスが大会中に体調不良を起こし入院を余儀なくされたため、エンジーチュクーとクテラバの試合が急遽メインイベントにスライドされた。
2023年8月5日、UFC on ESPN: Sandhagen vs. Fontでライトヘビー級ランキング15位のダスティン・ジャコビーと対戦し、右ストレートでダウンを奪われパウンドで1RTKO負け。
2024年12月7日、UFC 310でルーカス・ブジェスキーと対戦し、右フックでダウンを奪いパウンドで1RTKO勝ち。パフォーマンス・オブ・ザ・ナイトを受賞した。

## 戦績
| 総合格闘技 戦績 | 総合格闘技 戦績 | 総合格闘技 戦績 | 総合格闘技 戦績 | 総合格闘技 戦績 | 総合格闘技 戦績 | 総合格闘技 戦績 |
| --------------- | --------------- | --------------- | --------------- | --------------- | --------------- | --------------- |
| 19 試合         | (T)KO           | 一本            | 判定            | その他          | 引き分け        | 無効試合        |
| 14 勝           | 10              | 1               | 3               | 0               | 0               | 0               |
| 5 敗            | 2               | 1               | 2               | 0               | 0               | 0               |

| 勝敗 | 対戦相手               | 試合結果                                            | 大会名                                  | 開催年月日     |
| ○    | ルーカス・ブジェスキー | 1R 4:51 TKO（右フック→パウンド）                    | UFC 310: Pantoja vs. Asakura            | 2024年12月7日  |
| ○    | クリス・バーネット     | 1R 4:27 TKO（左脚の負傷）                           | UFC 308: Topuria vs. Holloway           | 2024年10月26日 |
| ×    | オヴィンス・サンプルー | 5分3R終了 判定1-2                                   | UFC Fight Night: Tuivasa vs. Tybura     | 2024年3月16日  |
| ×    | ダスティン・ジャコビー | 1R 1:22 TKO（右ストレート→パウンド）                | UFC on ESPN 50: Sandhagen vs. Font      | 2023年8月5日   |
| ○    | デビン・クラーク       | 2R 2:28 ギロチンチョーク                            | UFC 288: Sterling vs. Cejudo            | 2023年5月6日   |
| ○    | イオン・クテラバ       | 2R 1:02 TKO（左膝蹴り&スタンドパンチ連打→パウンド） | UFC Fight Night: Nzechukwu vs. Cuțelaba | 2022年11月19日 |
| ○    | カール・ロバーソン     | 3R 2:19 TKO（グラウンドの肘打ち連打）               | UFC on ESPN 39: dos Anjos vs. Fiziev    | 2022年7月9日   |
| ×    | ニコラエ・ネグメレアヌ | 5分5R終了 判定1-2                                   | UFC 272: Covington vs. Masvidal         | 2022年3月5日   |
| ×    | チョン・ダウン         | 1R 3:04 KO（肘打ち）                                | UFC Fight Night: Holloway vs. Rodríguez | 2021年11月13日 |
| ○    | ダニーロ・マルケス     | 3R 0:20 TKO（スタンドパンチ連打）                   | UFC Fight Night: Gane vs. Volkov        | 2021年6月26日  |
| ○    | カーロス・アルバーグ   | 2R 3:19 KO（右フック→パウンド）                     | UFC 259: Błachowicz vs. Adesanya        | 2021年3月6日   |
| ○    | ダルコ・ストシッチ     | 5分3R終了 判定3-0                                   | UFC on ESPN 5: Covington vs. Lawler     | 2019年8月3日   |
| ×    | ポール・クレイグ       | 3R 4:20 三角絞め                                    | UFC on ESPN 2: Barboza vs. Gaethje      | 2019年3月30日  |
| ○    | デニス・ブライアント   | 1R 1:48 TKO（左ハイキック→パウンド）                | Dana White's Contender Series 16        | 2018年8月7日   |
| ○    | コーリー・ジョンソン   | 2R 1:18 TKO（パンチ連打）                           | LFA 40                                  | 2018年5月25日  |
| ○    | アンドレ・カバノー     | 1R 2:40 TKO（パンチ連打）                           | XKO 40                                  | 2018年3月10日  |
| ○    | アントン・ベルジン     | 5分3R終了 判定2-1                                   | Dana White's Contender Series 7         | 2017年8月22日  |
| ○    | タイ・ワルウィン       | 5分3R終了 判定3-0                                   | XKO 34                                  | 2017年1月28日  |
| ○    | マット・フォスター     | 1R 2:06 TKO（パンチ連打）                           | XKO 33                                  | 2016年11月5日  |

## 表彰
- UFC ファイト・オブ・ザ・ナイト（1回）
- UFC パフォーマンス・オブ・ザ・ナイト（3回）